# Henri-Joseph Paixhans
Henri-Joseph Paixhans (pronunciación francesa: [pɛksɑ̃] ; 22 de enero de 1783, Metz - 22 de agosto de 1854, Jouy-aux-Arches) fue un oficial de artillería francés de principios del siglo XIX.
Henri-Joseph Paixhans se graduó en la École Polytechnique. Luchó en las Guerras Napoleónicas, fue representante (Député) del departamento de Mosela entre 1830 y 1848, y se convirtió en "General de División" en 1848.
En 1823, inventó los primeros cañones de proyectiles, que pasaron a denominarse cañones Paixhans (o "canon-obusiers" en la Armada francesa). Los cañones Paixhans se convirtieron en los primeros cañones navales en combinar proyectiles explosivos y una trayectoria plana, lo que provocó la desaparición de los barcos de madera y la revolución de los cascos de hierro en la construcción naval. Paixhans también inventó un "Mortier monstre" ("Monster Mortar"), que utilizaba bombas de 500 kg, que se utilizó con terribles efectos en el asedio de Amberes en 1832. También fue un teórico naval que afirmaba que unas pocas unidades pequeñas armadas agresivamente podrían destruir las unidades navales más grandes de la época, lo que lo convirtió en un precursor de la escuela de pensamiento francesa "Jeune École".
El poeta Víctor Hugo escribió:

"¡Terre! l'obus est Dieu, Paixhans est son prophète".

("¡Tierra! El proyectil es Dios, Paixhans es su Profeta").